# Касл Шанон (Пенсилванија)
Касл Шанон (енгл. Castle Shannon) град је у америчкој савезној држави Пенсилванија.

## Демографија
По попису из 2010. године број становника је 8.316, што је 240 (-2,8%) становника мање него 2000. године.
| Група             | 2000.         | 2010.         |
| Белци             | 8.237 (96,3%) | 7.751 (93,2%) |
| Афроамериканци    | 115 (1,3%)    | 169 (2,0%)    |
| Азијати           | 67 (0,8%)     | 199 (2,4%)    |
| Хиспаноамериканци | 84 (1,0%)     | 94 (1,1%)     |
| Укупно            | 8.556         | 8.316         |